# Hilde Solbakken
Hilde Solbakken (* 7. Juli 1971) ist eine norwegische Diplomatin. Sie war von 2020 bis 2022 die norwegische Botschafterin in Myanmar und ist seitdem die norwegische Botschafterin in Vietnam.

## Leben
Sie studierte von 1992 bis 1996 Internationale Beziehungen und Entwicklungsforschung an der London School of Economics and Political Science (LSE) und schloss das Studium mit einem Bachelor of Science (B. Sc. Econ) und einem Master of Science (M. Sc.) ab.

## Diplomatische Karriere
Seit 1997 arbeitet Hilde Solbakken für den norwegischen Auswärtigen Dienst und war dort zuerst in der Presseabteilung tätig.
Ihren ersten Auslandseinsatz hatte sie an der norwegischen Botschaft in Amman als Erstsekretärin von 1999 bis 2002, gefolgt von der Botschaft in Washington, D.C. von 2002 bis 2005. Von 2005 bis 2007 arbeitete sie im Büro des norwegischen Ministerpräsidenten, im Statsministerens kontor (SMK), zuerst unter Kjell Magne Bondevik, dann unter Jens Stoltenberg. Von 2009 bis 2010 war sie in der norwegischen Delegation bei den Vereinten Nationen (UN) in New York tätig. Ihr nächster Auslandseinsatz führte sie an die norwegische Botschaft in Nairobi, an der sie bis 2014 für die Beziehungen zu Somalia zuständig war, zuletzt im Range einer Geschäftsträgerin. Als Missionsleiterin war sie von 2014 bis 2018 an der Botschaft in Jakarta, dort auch als stellvertretende Leiterin der norwegischen Delegation beim Verband Südostasiatischer Nationen (ASEAN). Zurück im Außenministerium (Utenriksdepartementet, UD) in Oslo war sie bis 2020 Erste Ministerialreferentin und Projektleiterin und in dieser Zeit für die Our Ocean-Konferenz zuständig, die im Oktober 2019 in Oslo stattfand.
Am 13. März 2020 wurde sie von der norwegischen Regierung zur kommenden norwegischen Botschafterin in Rangun ernannt. Dies war ihre erste Berufung als Botschafterin. Die Akkreditierung in Myanmar erfolgte am 26. Oktober 2020 bei Präsident Win Myint. Sie ist Nachfolgerin von Tone Tinnes, die von 2016 bis 2020 die norwegische Botschafterin in Myanmar war und als stellvertretende Leiterin der Abteilung für nachhaltige Entwicklung des norwegischen Außenministeriums nach Oslo zurückkehrte. In Myanmar war Hilde Solbakke bis 2022.
Ihr nächste Station nach Myanmar ist Vietnam. Als Botschafterin in Hanoi ist sie mitakkreditiert für Laos.